# Карл Альбрехт Бранденбург-Шведтский
Карл Фридрих Альбрехт Бранденбург-Шведтский (нем. Karl Friedrich Albrecht, Prinz von Preußen, Markgraf zu Brandenburg-Schwedt; 10 июня 1705, Берлин — 22 июня 1762, Бреслау) — маркграф Бранденбург-Шведтский, принц Прусский, прусский военачальник середины XVIII века, старший сын Альбрехта Фридриха.
Карл Альбрехт приходился внуком великому курфюрсту Фридриху Вильгельму. Он отличился во время Первой Силезской и Семилетней войн. Карл Альбрехт пользовался неограниченным доверием Фридриха II, короля Пруссии.